# Dalaba
 Dalaba  is een plaats in Guinee, in de regio Mamou. Dalaba is ook een onderprefectuur van Guinee.
In Dalaba was er ooit een sanatorium. Daarnaast staat de stad bekend om zijn aardbeien, die vaak op de markt op zondag verkocht worden. Het merendeel van de inwoners van Dalaba behoren tot de Fangs. Dalaba is de hoogstgelegen plaats van heel Guinee. Het ligt ongeveer 260 km van de hoofdstad Conakry.

## Klimaat
Het klimaat komt overeen met dat in de regio Fouta Djalon, waar het ook deel van uitmaakt, alleen is het iets gematigder door de hoogte van de stad. In de jaren 30 van de twintigste eeuw is er ooit sneeuw gevallen. De gemiddelde temperatuur in Dalaba is 10 graden Celsius.

## Geschiedenis
De Fransman Auguste Chevalier was botanicus en experimenteerde rond 1900 met het planten van dennen in de omgeving van Dalaba. Dat gebied was bekend als de Chevalier arboretum maar heet tegenwoordig de Barry Gassimoutuin.